# Zhou Mi
Zhou Mi (Chino tradicional: 周覓; chino simplificado: 周觅, pinyin: Zhou Mi; Wuhan, Hubei, 19 de abril de 1986) es un cantante y actor chino, miembro de la banda musical Super Junior-M, una de las agrupaciones juveniles más populares en su país de origen. Sus contribuciones con el grupo lo han llevado más allá de la fama gracias a su voz y su talento, además escribió y compuso temas musicales para su banda como «Canción de amor» (爱 你 爱 你) y «Un hombre enamorado» (渴望) .
Habla con fluidez el mandarín y el cantonés, también el coreano con influencia informal.

## Preestreno
Antes de convertirse en cantante en todos los aspectos, Zhou Mi ha tenido que cancelar cuotas en el mundo del espectáculo chino, especialmente en las áreas de la música y la realización de la televisión, participando y ganando varios concursos de música.

### Competiciones y concursos de canto
2002 - En segundo lugar la competencia de MTV 潘婷 新 声 赛 (muestra en el Pekín y de la muestra China)
La competencia por los emergentesAsia Music Festival (el primer lugar en el ámbito de la Pekín y el premio al "Mejor Artista Revelación" en China) - 2003 - Shanghái
2005 - Carrera deMTV Música Nación(primera) 2005 - La tercera carrera de la canción MTV 三星 校园 新 空气 歌唱 大赛 (segundo lugar en el ámbito de la Guangdong y el premio a la "cantante ídolo" en China) 
2005 - 匡威 校际 Festival de Música (primer lugar) 2005 - Competición Warner Music (el primero) 
2005 - MTV área emergente de la Guangdong (el primero) 2006 - Carrera para la realización de circuito cerrado de televisión (el primer lugar en la Cantón y XVI en China) 
2007 - Celebrity Challenge de the' DE M.. UCC Contestin la categoría de "explosiva", o audiciones estrella de laUCCSM (el primer lugar en la categoría de "más recomendables")

## Presentaciones
Televisión de Pekín - 绝对 现场 MTV Canal de Música Global - 天籁村
Hunan TV * - 大本营 快乐 (21 世纪 中学生 英语 报) 
2004 portavoz de 文曲星 2005 ofrecerá un concierto en Pekín de Leehom Wang
Modelo de la noche a la revista NEWAY
Unos meses antes de su debut oficial con Super Junior-M, Zhou Mi ha llevado a cabo la conferencia de prensa para dar a conocer el lanzamiento de su primer álbum de la cantante y su compañera china Zhang Li Yin.

## Filmografía

### Series de Televisión
| Año  | Difusión | Título                                                    | Personaje                   | Lenguaje       |
| ---- | -------- | --------------------------------------------------------- | --------------------------- | -------------- |
| 2009 | CCTV     | Stage Of Youth (青春舞台)                                 | Zhou Mi (Estrella invitada) | Chino mandarín |
| 2010 | SiTV     | Korean Impressions (韩国印象)                             | Anfitrión (VIP/Invitado)    | Chino mandarín |
| 2010 | GDTV     | China Southern Airlines Beauty Pageant (南航空姐选秀2010) | Anfitrión                   | Chino mandarín |
| 2011 | CCTV     | Melody Of Youth (青春旋律)                                | Gao Da (高达)               | Chino mandarín |

### Programas de variedades
| Año        | Programa   | Notas                  |
| ---------- | ---------- | ---------------------- |
| 2013, 2016 | Happy Camp | 2 episodios - invitado |